# Maria Gurowska
Maria Gurowska vel Maria Górowska (ur. 25 sierpnia 1915 w Łodzi, zm. 4 stycznia 1998 w Jedwabnie) – polska sędzia w okresie PRL. W latach 1950–1954 uczestniczyła w procesach stalinowskich, w tym skazała na śmierć Augusta Emila Fieldorfa.

## Życiorys
Urodziła się w Łodzi w rodzinie żydowskiej, Moryca Zanda (1887–1941), buchaltera i pośrednika handlowego ,  i Frajdy (Franciszki) z domu Eisenbaum (ur. 1889). Ukończyła Państwowe Gimnazjum Żeńskie im. Emilii Sczanieckiej w Łodzi, a następnie Wydział Prawa Uniwersytetu Warszawskiego. Jako studentka wstąpiła do Komunistycznej Partii Polski. W 1937 uzyskała pracę jako sekretarz-prawnik w Centralnym Stowarzyszeniu Kupców i Przemysłowców Województwa Łódzkiego .
W czasie okupacji niemieckiej używała „aryjskich” dokumentów na nazwisko Genowefa Maria Danielak. W lutym 1940 wraz z rodzicami opuściła Łódź. Przez rok mieszkała w Żyrardowie, następnie w Warszawie. Utrzymywała się z udzielania korepetycji, handlu oraz szycia futrzanych rękawiczek. Od 1943 działała w szeregach Gwardii Ludowej i Polskiej Partii Robotniczej. Z chwilą wybuchu powstania warszawskiego przydzielona została do grupy łączności Armii Ludowej (odcinek II Śródmieście Południe). Po przeniesieniu dowództwa GL do Śródmieścia prowadziła sekretariat sztabu AL. Po upadku powstania razem z matką wyjechała do Głowna, a następnie do Częstochowy, utrzymując się nadal z szycia futrzanych rękawiczek .
W styczniu 1945 została skierowana do pracy w Zarządzie Miejskim w Częstochowie na stanowisko kierownika Wydziału Informacji i Propagandy. W marcu 1945 powróciła do Łodzi, gdzie została instruktorem propagandy Komitetu Wojewódzkiego PPR. Dwa miesiące później zorganizowała tam Wojewódzką Szkołę Partyjną i została jej dyrektorką. W marcu 1946 dzięki znajomościom męża otrzymała polecenie zorganizowania w Łodzi Szkoły Prawniczej Ministerstwa Sprawiedliwości i objęcia stanowiska dyrektora. Po wykonaniu zadania 1 października 1946 została radcą w Wydziale Nadzoru Sądowego w Ministerstwie Sprawiedliwości. 14 kwietnia 1947 została mianowana na asesora sądowego w Prokuraturze Sądu Okręgowego w Warszawie. Trzy tygodnie później, 10 maja przeniesiona została na stanowisko p.o. podprokuratora. Od 14 lipca 1947 była już podprokuratorem Sądu Apelacyjnego w Warszawie z tymczasową siedzibą w Łodzi. 1 kwietnia 1948 awansowała na stanowisko wiceprokuratora Sądu Okręgowego w Warszawie. 19 stycznia 1949 rozpoczęła trwającą do 1956 delegację do pełnienia czynności w Departamencie Nadzoru Prokuratorskiego Ministerstwa Sprawiedliwości. 31 marca 1949 przeniesiona została na stanowisko sędziego Sądu Okręgowego w Warszawie, a następnie sędziego Sądu Apelacyjnego z jednoczesnym utrzymaniem w mocy delegacji do Ministerstwa Sprawiedliwości. W grudniu 1949 mianowana naczelnikiem Wydziału Sądownictwa dla Nieletnich w Departamencie Nadzoru Sądowego Ministerstwa Sprawiedliwości. 5 lipca 1950 przeniesiona na stanowisko sędziego Sądu Apelacyjnego w Warszawie. Od 4 stycznia 1951 była sędzią Wydziału IV Karnego Sądu Wojewódzkiego dla województwa warszawskiego z jednoczesnym utrzymaniem w mocy delegacji do Ministerstwa Sprawiedliwości .
W latach 1950–1954 Gurowska zasiadała w składach sędziowskich sekcji tajnej Sądu Wojewódzkiego w Warszawie – ferującej wyroki w sprawach politycznych, zleconych do realizacji przez kierownictwo Ministerstwa Bezpieczeństwa Publicznego, w sekcjach tajnych istniejących przy Sądzie Apelacyjnym w Warszawie, Sądzie Wojewódzkim w Warszawie i Sądzie Najwyższym. Aktywnie uczestniczyła w kilku głośnych procesach politycznych okresu stalinowskiego. Między innymi na podstawie sfabrykowanych przez prokurator Helenę Wolińską dowodów  skazała na karę śmierci Augusta Emila Fieldorfa.
15 listopada 1956 zakończyła się delegacja Gurowskiej do Ministerstwa Sprawiedliwości. Odtąd pracowała w Sądzie Wojewódzkim w Warszawie. Z dniem 30 kwietnia 1970 została zwolniona z pracy w sądownictwie . W 1971 prezes Zakładu Ubezpieczeń Społecznych przyznał jej w drodze wyjątku rentę.
5 maja 1992 Główna Komisja Ścigania Zbrodni przeciwko Narodowi Polskiemu wszczęła śledztwo w sprawie zbrodni popełnionej na Auguście Emilu Fieldorfie, a po jego zakończeniu 10 sierpnia 1995 Prokuratura Wojewódzka w Warszawie postawiła Gurowskiej zarzut popełnienia przestępstwa zabójstwa z art. 225 § 1 kodeksu karnego z 1932, obowiązującego w dacie popełnienia zarzucanego czynu. Podczas przesłuchania w Prokuraturze Rejonowej w Szczytnie 25 sierpnia 1995 Gurowska podtrzymała zasadność wyroku wydanego na Fieldorfa, uznając nadal wyrok śmierci za słuszny. W 1995 w piśmie do ministra sprawiedliwości napisała, że wymierzając karę, opierała się na dowodach, na podstawie obowiązującego wówczas prawa. 19 marca 1996 akt oskarżenia o zabójstwo sądowe przeciwko Gurowskiej skierowany został przez Prokuraturę Wojewódzką w Warszawie do Sądu Wojewódzkiego dla miasta stołecznego Warszawy. Proces rozpoczął się 22 grudnia 1997. W wyznaczonym terminie rozprawy oskarżona z powodu ciężkiej choroby nie stawiła się przed sądem i do śmierci nie zgłosiła się na żadną rozprawę .
Zmarła w Jedwabnie, gdzie została pochowana .

## Ordery i odznaczenia
- Krzyż Kawalerski Orderu Odrodzenia Polski (11 lipca 1951)[7]
- Złoty Krzyż Zasługi (22 lipca 1947)[8]
- Medal 10-lecia Polski Ludowej (30 grudnia 1954)[9]